# 葉觀楫
葉觀楫（1919年—2006年9月2日），綽號「大聲葉」、「鬼揸葉」，香港著名電台足球評述員。祖籍廣東省惠州，學生時期已為港澳多份報章專欄撰述，1958年開始在香港電台評述足球賽事，葉觀楫的評述生動，創造了不少精彩詞彙，如「醫院波」解作傳球「到喉不到肺」（傳球不到位）、「濕手巾」解作死扭(球員扭球不交球)、「彈琵琶」解作守門員讓球從腋下溜入球門（因像彈琵琶的姿勢）等等，時至今日也是足球評述員的常用術語。葉觀楫先生也曾參予電視演出，包括廉政公署的廉政先鋒、香港電台的獅子山下及轄下的龍翔粵劇團，更有參予電影演出，代表作品有《地下情》和《靚妹仔》。
當年的電視機屬於奢侈品，不太普遍，所以普羅大眾的一般娛樂便是靠一台收音機；尤其是每當有香港的足球比賽進行時，電台都會直接派足球評述員，到球場一邊觀戰一邊作即時評述，所以很多人都喜歡靠在收音機旁邊，一邊收聽賽事一邊幻想球賽進行情況，因此當時足球轉播的收聽率十分高。而葉觀楫在進行直播時十分投入，他大聲的評述、「豆沙喉」（聲音沙啞）加上他說話的張力，評述至緊張關頭時連自己也會大叫歡呼，忘記了自己的現場直播正在播出；不過若他沒有這分緊張，收音機旁便不會有那麼多的聽球迷。一些人為使在看球賽時更投入，更會帶收音機一邊聽一邊看。
1970年代初期，葉觀楫因工務繁忙離開足球評述行列。電台續找何鑑江取代他位置。
雖以足球評述而聞名，可是這項工作卻並非葉的正職(那時還未有職業足球評述員)，他其實是政府高級公務員，一直在工務局工作，任職工程師。有傳他離開足球評述行列的原因是要策劃香港地下鐵路的設計。葉自1974年55歲退休後，政府更重新僱用他為地下鐵路灣仔站的總工程師。
後來葉觀楫1990年代移民溫哥華後，仍活躍於粵劇界及文化界，曾擔任燕鳳鳴粵劇團顧問以及為《星島日報》撰寫文稿。
葉觀楫於2006年9月2日於溫哥華因病逝世。
其幼子葉耀勳現為商業電台音樂節目「一切從音樂開始」的客席主持人。

## 外部連結
- 60年代『講波』雙雄之一 : 葉觀楫